# 中科三期環評撤銷案
中科三期環評案，係中華民國自2006年起發生的一件環評公益訴訟。台中后里居民因擔心中部科學園區第三期發展區七星基地的環境評估程序不周，若允許工廠進駐可能危及當地居民的健康，於是向台北高等行政法院提起訴訟，請求撤銷行政院環境保護署通過的環評處分。2008年1月31日，台北高等行政法院判決，撤銷中科三期環評。環保署提起上訴後，最高行政法院仍維持原判，使本案成為《環境影響評估法》實施以來第一件通過環評卻被最高行政法院撤銷的案件，在台灣環境議題抗爭史上具有里程碑的地位。
然而在判決確定後，環保署不但未依判決意旨要求廠商停工，更與行政院國家科學委員會和友達光電等廠商合作，一面要求廠商補做環評，一方面卻繼續允許廠商動工，引來學界和社運圈以及后里當地農民的連串抗爭，后里農民更矢言將持續進行訴訟。
雙方於2014年8月8日才最終以環保署讓步達成和解。和解內容大致為和解成立後於1個半月內，環保書須在各大報及環保署網站刊登最高行政法院判決摘要及和解協議；此外，中華民國科技部應捐助成立環保相關公益財團法人，財團法人環境權保障基金會便依此和解成立，以保障《中華民國憲法》、《環境基本法》等相關環境權益為宗旨。

## 緣起
2005年，因中科一期與二期用地不敷廠商需求，台中縣縣長黃仲生著手在后里一帶尋求可供開發的土地。土地規劃完成後，黃仲生將整個基地分為后里農場與七星農場兩部分，其中七星農場的開發案就是本案所涉的環評爭議所在。
由於后里農場的環評案件已經快速通過，在七星農場環評送審前，中科籌備處即已對外宣稱中科將開始動工建廠，行政院副院長蔡英文亦致電環評委員表達關切，黃仲生於審查日更北上環保署拜會環評委員。諸多的政治干預，令當時的環評委員如文魯彬等公開抨擊上述行徑。而專案審查小組初步做成的結論，亦採取有條件通過或進入第二階段環評兩案並陳。但在最後的環評大會上，結論係採取有條件通過環評，條件為：中科營運前應提出健康風險評估，須包含毒性化學物質緊急意外災害類比與因應，以及正常或緊急況排放毒性物質對居民健康造成何種影響；如有長期不良影響，開發單位應無條件撤銷此開發案。
而在環評通過後，當地居民與環保團體均感失望，中科管理局於是召開聽證會，並以統問統答的方式溝通，和當地居民及社運團體要求交互詰辯以凸顯爭議點的方式不符；直至第二次聽證會，才以交互詰辯，並邀請國立台灣大學教授李建良等專攻行政程序的法界學者列席聽證，但仍未解決居民所有的疑慮。后里鄉民代表於聽證進行期間，亦決定向台北高等行政法院遞狀展開訴訟。

## 第一階段判決過程與論理
原告以兩點主張，環評結論有瑕疵，應予撤銷。第一、有關機關在環評審查期間一直對外放話「應該通過環評」，代表有關機關的審查委員顯然有不中立的疑慮。加上有關機關代表如行政院研究發展考核委員會副主任委員等從未出席，亦未對本案提出任何書面審查意見，僅於大會投票時出席投票支持有條件通過，此等投票方式顯然存在瑕疵。第二、衡諸《環境影響評估法》第4條第2款規定意旨，環境影響評估程序於第二階段始正式展開，第一階段僅具初步篩選之功能，其中並無實質環評程序機制之設計。其次，若開發案對環境有重大影響則應進入第二階段環評，但環評結論未記載開發案將對環境造成何等影響，無從判斷應否進入第二階段環評。顯然違反《行政程序法》第96條要求作成行政處分時應記明理由，法院應撤銷違法的環評處分。更有甚者，從相關環評委員的紀錄中也能看見開發案排放的光電廢水毒性甚鉅，甚至可能汙染河渠、破壞當地文化，有進入第二階段環評的必要。
被告抗辯會議中討論內容涵蓋原告所指摘之選址、水源、水污染、空氣污染、健康風險、文化遺址等議題，受通知參與之人士，包括環境影響評估之審查委員、專家、學者、各級主管機構、各級地方政府及自由參加之公益團體，在做成環評通過處分的過程中已廣納專業和權利受影響之居民意見，經過縝密之程序得出結論，司法單位無從作事後之審查侵越行政機關的裁量權。
法院認為：環評處分雖具專業性，原則上非屬行政專業的法院應尊重行政機關的裁量權，但並不等於法院只能容忍裁量背景事實的明顯錯誤或重大法律程序違反；於上述情形出現時，法院仍可依循大法官解釋一貫以來的看法，撤銷不法的行政處分。本開發案平均日設計污水量為63,000立方公尺，是相當可觀的數字。且排放區域在大安溪雙寮取水口等地下游，都是重要的水園用地，對農民灌溉、當地居民用水、國民健康及安全等均有相當影響。
環評委員如周晉澄於歷次專案小組初審會議對本開發案亦多次提出質疑，如：「背景污染物濃度調查的失真與可能污染物排放濃度與排放量的資料給予不夠精確，除了不是以最保守最大產能來推估外，反而以最低產能的污染排放來評估，對當地環境未來的衝擊是非常不負責的。」並指出本，開發案還低估了強震風險以及淡化毒性物質間的加成效應，請開發單位補充說明。但開發單位之對此並未具體回應，僅承諾將來營運後，會將排放量控制於1年750公噸以下，以及會持續監督排放情形。在開發單位未能說明汙染嚴重性以及如何具體控制的情形下，就做成有條件通過的結論，明顯有裁量濫用的嫌疑，法院於是決定撤銷環評結論。
最高行政法院也採取跟一審一樣的看法，並且補充說明，第一階段環評從法規架構看來，只是從書面形式審查開發單位自行提出之預測分析，過濾其開發行為對環境是否有重大影響之虞；自第二階段開始，才真正進入一個較縝密、且踐行公共參與的程序。另外，《環境影響評估法》第8條規定「前條審查結論認為對環境有重大影響『之虞』，應繼續進行第二階段環境影響評估者」，可見進行第二階段環評的要求只需要討論對環境有無重大影響的可能性，不需要證明汙染確實存在。周晉澄提出的諸多質疑也受到與會委員的多數認同，本案明顯有展開第二階段環評的必要，主關機關規避第二階段環評的行為違法，故判決環保署敗訴。
后里居民於獲得撤銷環評結論的勝訴判決後，向法院主張開發案應該停止進行。因開發案進行的環評依據已被撤銷，如果允許開發，等於放任居民權益在無環評的把關下受開發者侵犯；且開發案涉及的法益重大，如果相關廢水造成汙染，不但對環境是難以恢復之重，當地居民的健康更難以以其他方式填補，符合暫時停止處分要件要求的必要性與急迫性，也同樣獲得了勝訴判決。

## 環保署的後續行動及其影響
環保署面對判決，一方面強調中科三期不是「自始未經完成（環評）審查」，因此不適用環評法中「目的事業主管機關於環境影響說明書未經完成審查或評估書未經認可前，不得為開發行為之許可，其經許可者，無效」的法條。
換句話說，環保署以迂迴的解釋方法單方面拒絕服從判決的要求。而當時的環保署長沈世宏更花了九十八萬元買下各大報半版廣告抨擊判決，強調環保署依法行政，並且批評高等行政法院和最高行政法院的判決破壞環評體制。
此外，環保署認為本案目的事業主管機關是國科會，自己無權要求廠商停工，而國科會對於應否停工亦保持沉默。國科會另外以「停工不停產」的方式解讀判決，並認為廠商屬於判決效力以外的第三人，無須受判決效力拘束而停下生產線。在環保署抵抗判決效力的同時，環保署另一面在100年8月通過中科三期的補環評，持續替開發行為背書。居民憤而向監察院陳情，並以燃燒冥紙等行動劇方式宣洩憤怒，雙方進入第二階段的訴訟進程。

## 第二階段判決過程與論理
后里居民與公益團體作為原告主張被告環保署就95年中科三期審查結論遭法院撤銷後，並未依法重做環評，而以一邊施工、一邊環評之續審方式進行，新的審查結論並非基於充分考慮做成，存在瑕疵。開發高污染產業，除了影響居民長期的健康外，更影響農民權益和糧食安全，以及還有白海豚等物種的生存空間。開發地點位於地震帶的特性，同屬於不可忽視的風險，足見開發地址的脆弱。而環保署在重新環評時，也未補充相關高汙染物質的清單，遑論對汙染作完整評估。是以新的環評結論仍然屬於不當的裁量權濫用，法院應撤銷之。
環保署則抗辯實質上本案均為重行審查，新審查結論相較於95年審查結論已有大幅修正。本案化學物質資訊、文化資產、空氣污染評估、水污染評估及安全評估等情節，均經開發單位詳細說明，並無所謂的裁量濫用。
一審法院採取不利原告的見解，甚至認為即使被告邊環評邊動工的行為雖然與先前的判決內容有所牴觸，仍不等於新環評無效。但終審法院強調環評過程中，開發單位未曾停止開發行為，破壞環評制度的預防功能。另外新環評所依據的資料並是依據94年的狀況，並未實際反映出開發地址的狀況，難以認定環保署等單位已審慎思考相關影響環境的因素。而新環評過程中，委員與專家提出許多新的質疑，本應再開會討論，貫徹環評法第3條的合議精神，但健康風險評估會議中諸多疑問，不只未進行實質討論，甚至到做成結論前仍未實質處理，提出質疑的專家在最後一次大會更未受邀出席充分表示意見。開發單位更自己承認在健康風險評估定稿本中，沒有將孕婦與嬰兒等敏感族群納入評估，也沒有針對水污染等風險提出具體的預防方案。凡此種種，均是一審尚未查明的事情，因而駁回一審判決發回更審。原告跟雙方在更審過程中最終達成和解，結束抗爭八年的歷程。

## 各界迴響
社運圈與當地居民對於環保署出爾反爾的行為感到憤怒，環保署輕蔑判決的行為更為各地環境案件開起非常不好的示範效應，如美麗灣案件中開發業者也同樣的主張應比照本案不停工。
在雙方展開第二波爭訟的期間，社運圈跟當地居民除了一面訴諸法律途徑外，另一面也透過更多的體制外管道如行動劇等等提升抗爭強度逼使環保署讓步。而當地居民也主張中科三期進駐的行為已經對健康造成影響，如律師施淑貞指出68名接受血液檢驗的民眾裡，就有18人血液中戴奧辛濃度超過標準。中科三期開發後，后里農民血液中戴奧辛超標者達22％，超過世界衛生組織標準便是一例。法界人士如李建良教授亦為文抨擊環保署邊動工邊補做環評的行為踐踏法律尊嚴，開發至上的想法也架空環評制度的預警功能，值得批評。
但亦有官員和立委則認為廠商開發的信賴利益值得保存，如總統馬英九在談到本案不停工時強調「台灣這麼小，我們不能沒有經濟，也不能沒有環保，但經濟與環保應找出並存之道，有時是可以找得出來的」，立委吳育昇等21人則提案「主管機關可評估信賴保護原則、決定是否應撤銷開發許可」，賦予主管機關更大的裁量空間，也遭到學界的批評。
但亦有文章主張中科三期的開發治癌風險小於美國的要求，不應誇張開發的風險，且法院竟然不只審查環評的合法性，更進一步審查環評的妥當性，有侵害權力分立之虞。